# Sassafras albidum
Sassafras albidum é uma espécie do género Sassafras, uma árvore nativa do leste da América do Norte, tradicionalmente cultivada pelo seu perfume. Em algumas referências, esta espécie é chamada em língua portuguesa “canela-de-sassafrás”, embora este nome seja mais utilizado para a espécie brasileira Ocotea odorifera, que tem algumas das mesmas propriedades químicas (e de que é um parente próximo).
Na Louisiana, o pó obtido das folhas secas, localmente chamado “filé”, é usado para engrossar o gumbo, prato típico da culinária cajun. O óleo extraído da casca das raízes dessa planta era tradicionalmente usado para preparar uma bebida não-alcoólica, chamada “cerveja-de-raiz” (“root beer”, em língua inglesa).

## Descrição
O sassafrás norte-americano é uma árvore que pode crescer até 25 m, tem um tronco fino e piramidal, que produz ramos em andares horizontais. As folhas são caducas e apresentam uma grande variedade de formas, mesmo numa única árvore. As flores abrem antes de nascerem as novas folhas, no início da primavera, e são pequenas e verde-amareladas. Os frutos são pequenas drupas (com cerca de 1 cm de diâmetro).
A planta cresce rapidamente, cerca de um metro por ano, num local soalheiro.

## Distribuição
O sassafrás norte-americano ocorre naturalmente em toda a costa leste dos Estados Unidos da América, nas florestas de meseta, tendo a tendência de ocupar terrenos abandonados; cresce bem em solos arenosos e é resistente à seca. Foi introduzida na Europa no século XVI pelos espanhóis, onde era utilizada para fins medicinais e como saborizante.

## Propriedades medicinais e tóxicas
O Sassafras albidum possui vários alcaloides, compostos aromáticos (como o anetol, típico do anis e o eugenol, típico do cravo-da-índia e da canela), mucilagem, tanino e outras substâncias. Por essas razões, preparados de várias partes desta planta são tradicionalmente indicadas como antirreumáticos, antiespasmódicos, anti-inflamatórios e antissépticos.
Nos anos 60 provou-se que o safrol, uma das principais substâncias encontradas no óleo de sassafrás, é cancerígeno e o seu uso foi descontinuado, mesmo na “cerveja-de-raiz”, onde o sabor típico é conferido por saborizantes sintéticos; no entanto, o “filé”, ou pó-de-sassafrás tem quantidades diminutas de safrol, pelo que continua a ser comercializado nos EUA.